# Srećko Albini
Srećko Albini (Županja, 10. prosinca 1869. – Zagreb, 18. travnja 1933.), hrvatski skladatelj i dirigent.
Rođen je u židovskoj obitelji kao Felix Albini. Školovao se u Grazu i Beču, a karijeru započeo kao dirigent Gradskoga kazališta u Grazu. Bio je direktor Opere u Zagrebu, te širi repertoar, angažira nove snage, vrstan je organizator, a u njegovo vrijeme izvodi se niz novih naslova klasičnoga repertoara i nova djela hrvatskih autora. Utemeljio je Autoru centralu, koja je zastupala domaće i inozemne skladatelje te neke dramske pisce. Kao skladatelj najviše je poznat po operetama s kojima nastavlja Zajčevu tradiciju. Skladao je u duhu bečke klasične operete i francuskih glazbenih vodvilja, a u neka djela unosi i elemente nacionalne glazbe svoje domovine, posebno slavonske motive u opereti Barun Trenk. 

## Vanjske poveznice
- LZMK – Hrvatski biografski leksikon: ALBINI, Srećko (Felix)
- LZMK – Hrvatska enciklopedija: Albini, Srećko (Felix)
- Proleksis enciklopedija Online: Albini, Srećko
- Katalog Knjižnica grada Zagreba – Albini, Srećko (popis djela)
- IMSLP – Petrucci Music Library / Category:Albini, Felix (note)